# Hetepsechemuej
Hetepsechemuej, též Budžo, dle Manehta Boéthos, byl prvním egyptským faraonem 2. dynastie. Vládl přibližně v letech 2853/2803–2825/2775 př. n. l.
Hetepsechemuejovo Horovo jméno má doslovný význam „Obě mocnosti jsou usmířeny“ nebo „Obě mocnosti jsou spokojené“, respektive „Obě mocnosti byly usmířeny“. Je tedy možné, že po pádu 1. dynastie vypukly uvnitř říše boje, které potlačil. Dobové nápisy a různé zdroje informací však o těchto bojích mlčí. Podle historika Manehta byly první dvě dynastie thinidského (cinevského) původu, čili hornoegyptské. Během jeho vlády došlo (pokud je interpretace Manehta správná) k zemětřesení v dolnoegyptské Búbastidě (Pibaste). Hetepsechemuej (spolu s ním i Raneb a Ninecer) uctívali ranou formu slunečního božstva, Achteje, (Boha) na obzoru. Jméno tohoto faraona se zachovalo mj. na „mini královském seznamu“, který byl vyryt na žulové soše Hetepdiefa z období 3. dynastie. Opět spolu se jmény Raneba a Ninecera. V tomto období také vzrůstá význam kultů boha Sopdu a bohyně Bastet.

## Hrobka
Skutečná hrobka krále Hetepsechemueje byla nalezena a identifikována u Sakkáry v blízkosti Venisova pyramidového komplexu. Poblíž se našly hliněné nádoby s pečetěmi s Hetepsechemuejovým jménem. Nadzemní část hrobky se nedochovala, protože byla odstraněna už za Venise. Je na ní zajímavé to, že se v jejím okolí na rozdíl od hrobek králů 1. dynastie nenašly hroby určené pro královo služebnictvo. Se začátkem 2. dynastie tedy tento barbarský zvyk vymizel.